# Краземан, Эдуард
Эдуард Краземан (нем. Eduard Crasemann; 5 марта 1891 — 29 апреля 1950) — немецкий офицер, участник Первой и Второй мировых войн, генерал артиллерии, кавалер Рыцарского креста с Дубовыми листьями.

## Начало военной карьеры
В феврале 1910 года поступил на военную службу фанен-юнкером (кандидат в офицеры) в артиллерийский полк. С августа 1911 года — лейтенант.

## Первая мировая война
Командовал батареей. С августа 1915 года — старший лейтенант, с августа 1918 года — капитан. Награждён Железными крестами обеих степеней.

## Между мировыми войнами
В апреле 1919 года — уволен с военной службы (по Версальскому сокращению рейхсвера).
С августа 1936 года — вновь на военной службе. К началу Второй мировой войны — командир 5-й батареи 73-го артиллерийского полка (1 апреля 1939 — 1 февраля 1940), майор.

## Вторая мировая война
В сентябре — октябре 1939 года — участвовал в Польской кампании.
С 1 февраля 1940 по 10 мая 1941 года — командир 2-го батальона 78-го моторизованного артиллерийского полка 7-й танковой дивизии.
В мае — июне 1940 года — участвовал во Французской кампании. С августа 1940 года — подполковник.
С 10 мая 1941 по 17 января 1943 года — командир 33-го артиллерийского полка 15-й танковой дивизии (в Африке). В декабре 1941 года — награждён Рыцарским крестом Железного креста.
С февраля 1942 года — полковник. С 26 мая по 15 июля 1942 года — одновременно исполнял обязанности командира 15-й танковой дивизии (в Африке).
С января 1943 года находился на лечении. С 20 апреля 1943 года — командир 116-го танкового артиллерийского полка 5-й танковой дивизии на Восточном фронте, а с 1 сентября 1943 года — начальник артиллерии 24-го танкового корпуса (на Восточном фронте). В ноябре 1943 года — награждён золотым Немецким крестом.
С 5 апреля 1944 года — в командном резерве ОКХ. С 1 мая по 5 июня 1944 года обучался на курсах командиров дивизий. С 6 июля 1944 года — командир 26-й танковой дивизии (с перерывом с 19 июля по 26 августа 1944) (в Италии). С октября 1944 года — генерал-майор. В декабре 1944 года — награждён Дубовыми листьями к Рыцарскому кресту.
С 29 января 1945 года — командующий 12-м корпусом СС (на реке Рейн). С 27 февраля 1945 года — генерал-лейтенант. 16 апреля 1945 года — взят в плен в Рурском котле. 20 апреля 1945 года — произведён в звание генерал артиллерии.
В 1947 г. приговорен к пожизненному тюремному заключению (затем срок был снижен до 10 лет). Умер в тюрьме.

## Производство в чины
- Фанен-юнкер (11 февраля 1910)
- Фенрих (18 октября 1910)
- Лейтенант (18 августа 1911)
- Старший лейтенант (18 августа 1915)
- Капитан (18 августа 1918)
- Майор (1 июня 1938)
- Подполковник (1 августа 1940)
- Полковник (1 февраля 1942)
- Генерал-майор (1 октября 1944)
- Генерал-лейтенант (27 февраля 1945)
- Генерал артиллерии (20 апреля 1945)

## Награды
- Железный крест (1914) года 2-го класса (13 сентября 1914)
- Железный крест (1914) года 1-го класса (15 октября 1915)
- Почётный крест Первой мировой войны 1914/1918 с мечами (1934)
- Пряжка к Железному кресту (1939) 2-го класса (30 сентября 1939)
- Пряжка к Железному кресту (1939) 1-го класса (1 июня 1940)
- Немецкий крест в золоте (1 ноября 1943)
- Рыцарский крест Железного креста с дубовыми листьями
  - рыцарский крест (26 декабря 1941)
  - дубовые листья (№ 683) (18 декабря 1944)
- Манжетная лента «Африка»
- Упоминание в Вермахтберихт (24 ноября 1944)